# Centrale nucleare di Nogent
La centrale nucleare di Nogent è una centrale nucleare francese situata a 50 km a nord-ovest di Troyes e a 110 km a sud-est di Parigi, sul territorio del comune di Nogent-sur-Seine (Aube), sulla riva destra della Senna.
L'impianto è composto da 2 reattori PWR operativi ("Nogent-1" e "Nogent-2").